# Tahaa (Gemeinde)

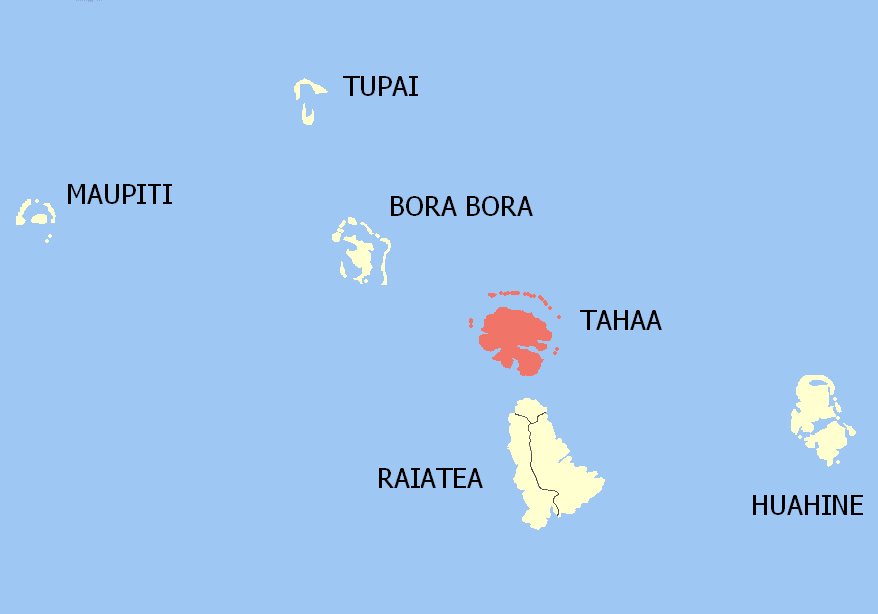
Lage der Gemeinde Tahaa in den Gesellschaftsinseln

Tahaa ist eine Gemeinde im Bereich der Gesellschaftsinseln in Französisch-Polynesien. Sie umfasst 230 km westlich von Tahiti die Insel Tahaa, nördlich der Insel Raiatea, mit der sie eine Lagune teilt. Zwei Vulkane, der Mont Ohiri (590 m) und der Mont Puurauti (550 m), waren früher aktiv.

## Geographie
Die folgenden Meeresbuchten umgeben Tahaa:
- Baie de Hurepiti (Südwesten)
- Baie d’Apu (Süden)
- Baie de Haamene (Südosten)
- Baie de Fahaa (Osten)

## Gliederung
Die Gemeindegemarkung umfasst 91,03 km². Sie hat 5296 Einwohner und ist aus den folgenden Teilgemeinden zusammengesetzt (Einwohnerzahlen gemäß Volkszählung 2022):
| Code | commune associée | Hauptort | Fläche km² | Einwohner 2022 | Bevölkerungs- dichte |
| ---- | ---------------- | -------- | ---------- | -------------- | -------------------- |
| 451  | Faaaha           | Faaaha   | 8,00       | 447            | 55,9                 |
| 452  | Haamene          | Haamene  | 11,05      | 909            | 82,3                 |
| 453  | Hipu             | Hipu     | 10,00      | 451            | 45,1                 |
| 454  | Iripau           | Patio    | 24,08      | 1286           | 53,4                 |
| 455  | Niua             | Poutoru  | 10,44      | 506            | 48,5                 |
| 456  | Ruutia           | Tiva     | 10,59      | 576            | 54,4                 |
| 457  | Tapuamu          | Tapuamu  | 9,66       | 701            | 72,6                 |
| 458  | Vaitoare         | Vaitoare | 7,20       | 420            | 58,3                 |
| 45   | Gemeinde Tahaa   | Patio    | 91,03      | 5296           | 58,2                 |